# Eduard d’Artois von Bequignolles

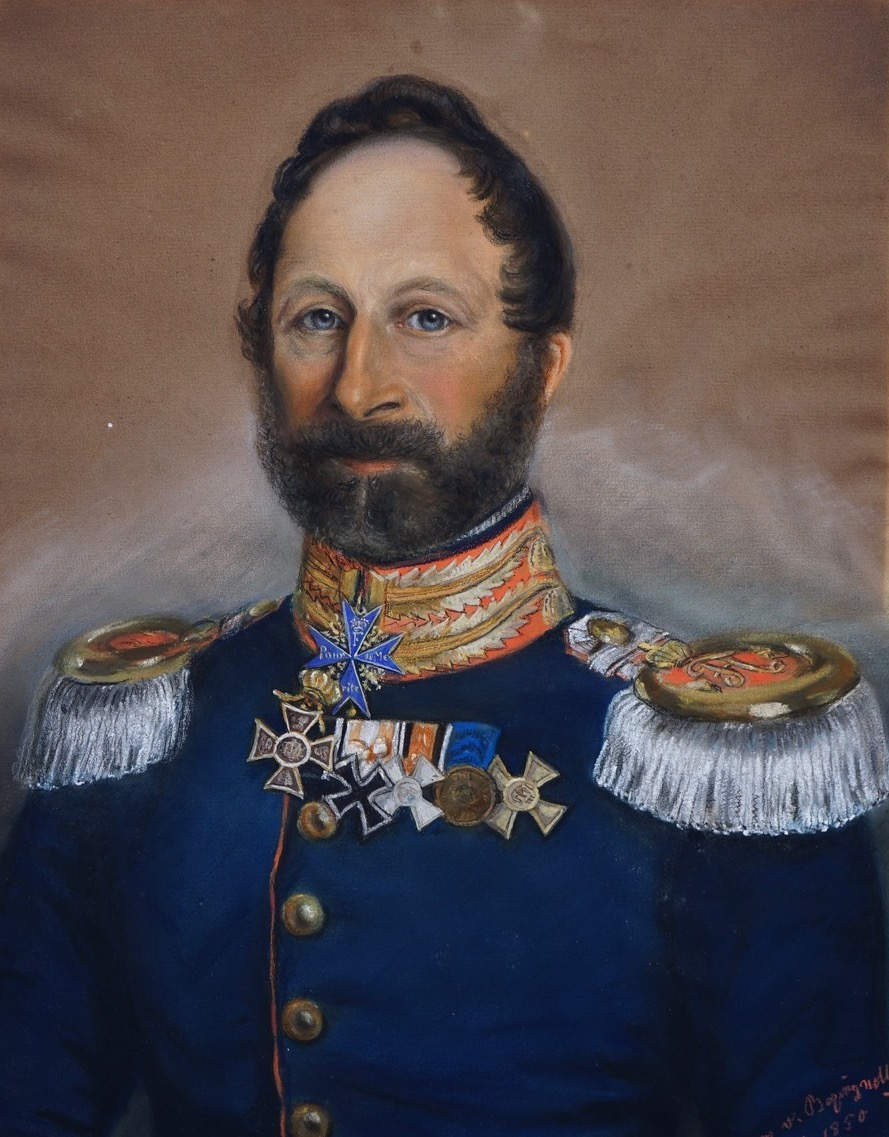
Eduard d' Artois von Bequignolles

Eduard Friedrich Leopold d’Artois von Bequignolles (* 12. Dezember 1793 auf Morlack, Kreis Preußisch Eylau; † 30. Juni 1865 in Liegnitz) war ein preußischer Generalleutnant und Kommandeur der 12. Division.

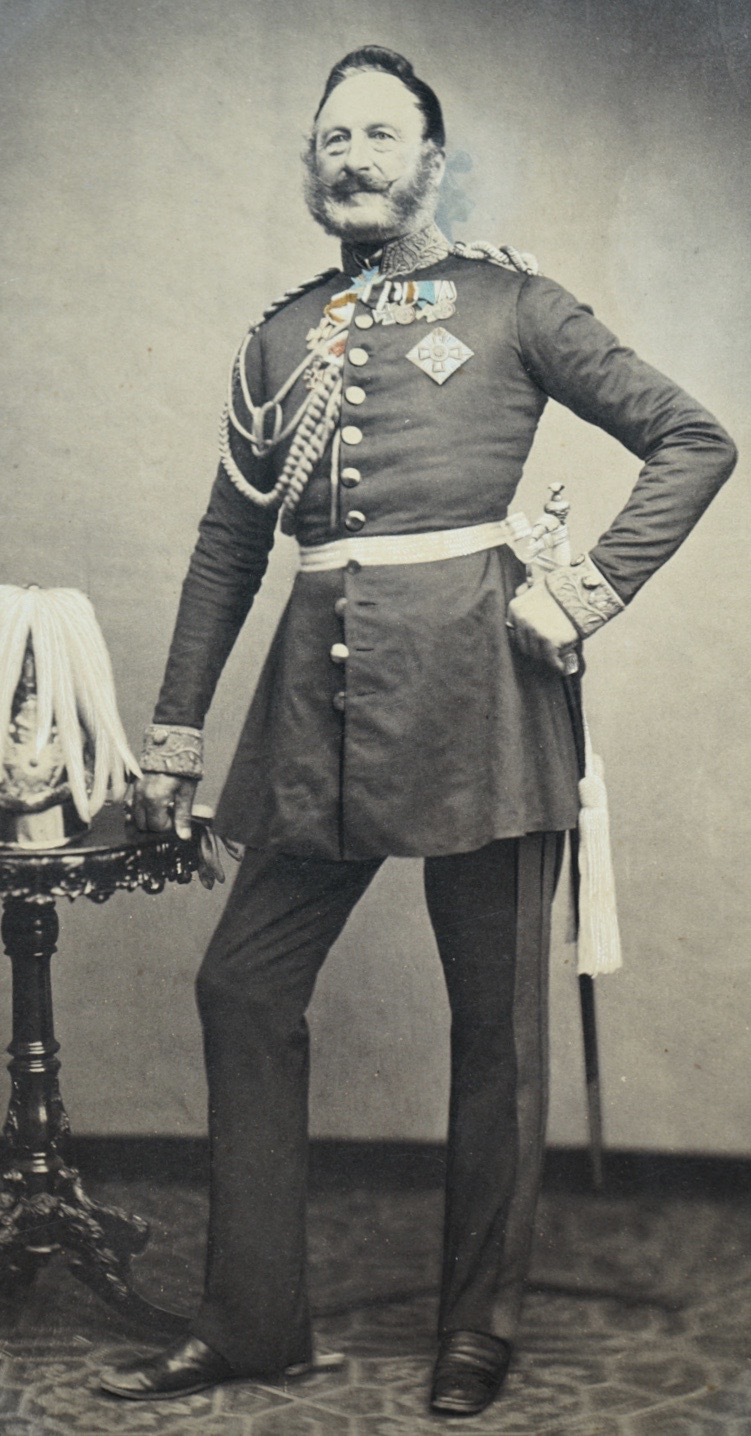
Eduard d’Artois von Bequignolles

## Leben

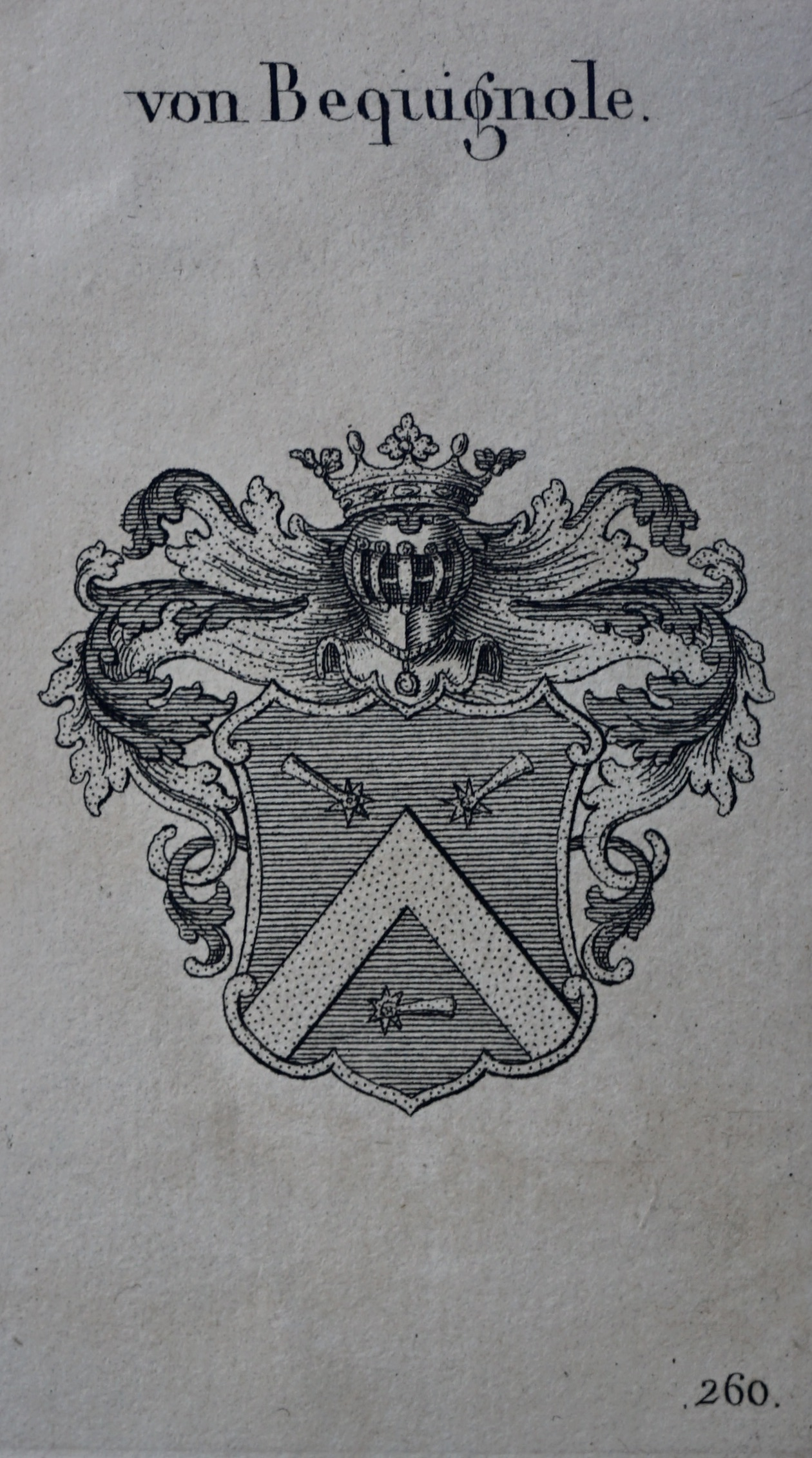
Der blaue Schild des Familienwappens zeigt einen goldenen Sparren, begleitet von drei goldenen Streitkolben (Morgensternen; 2:1).

### Herkunft
Eduard war ein Sohn von Ludwig Friedrich Ferdinand d’Artois von Bequignolles und dessen Ehefrau Juliane Konstantine Luise, geborene von Sperling, verwitwete von Hoym. Johann Leonhard d’Artois von Bequignolle war sein Großvater. 

### Leben
Nach dem Schulbesuch in Marienwerder trat Bequignolles am 14. März 1808 als Junker in das 2. Westpreußische Infanterie-Regiment der Preußischen Armee ein. Als Portepeefähnrich absolvierte er bis 1812 die Allgemeinen Kriegsschule und wurde am 17. November 1812 zum Sekondeleutnant befördert. Während der Befreiungskriege nahm Bequignolles an den Kämpfen bei Großgörschen, Laon, Paris, Ligny, Waterloo, Jeanvillers, Issy, Etoges, Avesnes, Fleurus, Compiegne und Sevres sowie der Belagerung von Erfurt. In der Schlacht bei Bautzen wurde er verwundet und mit dem Eisernen Kreuz II. Klasse ausgezeichnet.
Nach dem Krieg stieg Bequignolles am 17. Mai 1827 mit Patent vom 17. Mai 1823 zum Kapitän im 20. Infanterie-Regiment auf. Am 20. April 1833 kam er als Major in das 4. Landwehr-Regiment und erhielt das Kommando über das III. Bataillon in Thorn. Von dort kam er am 26. März 1840 als Kommandeur des I. Bataillons in das 1. Garde-Landwehr-Regiment nach Königsberg und am 26. März 1841 als Kommandeur des I. Bataillons in das 3. Garde-Landwehr-Regiment in Görlitz. Am 11. Juli 1844 folgte seine Ernennung zum Bataillonskommandeur im Kaiser Franz Grenadier-Regiment. Dort wurde er am 22. März 1845 Oberstleutnant und am 27. März 1847 mit der Führung des Regiments beauftragt. Am 23. September 1847 wurde zum Regimentskommandeur ernannt. Während der Märzrevolution war er am 18. März 1848 an den Straßenkämpfen in Berlin beteiligt. Am 10. Mai 1848 wurde er dann zum Oberst befördert. Im Krieg gegen Dänemark nahm er am Gefecht bei Schleswig teil. Im entscheidenden Moment setzte er sich an die Spitze des I. Bataillons und nahm im Sturmschritt Bosdorf und die Stadt Schleswig bis zum Schloss Gottorf. Dafür erhielt Bequignolles am 19. September 1849 den Orden Pour le Mérite. Am 4. August 1849 wurde er nach Österreich geschickt, um den Kaiser zur Niederschlagung des Aufstandes in Wien zu beglückwünschen. Nach seiner Rückkehr wurde er am 3. Oktober 1850 zum Kommandeur der 5. Infanterie-Brigade ernannt und in dieser Eigenschaft am 23. März 1852 zum Generalmajor befördert. Vom 4. Mai 1852 bis zum 13. August 1856 war er Kommandeur der 9. Infanterie-Brigade. Anschließend erfolgte seine Ernennung zum Kommandeur der 12. Division und am 15. Oktober 1856 die Beförderung zum Generalleutnant. Bequignolles nahm am 18. Dezember 1856 seinen Abschied mit Pension, erhielt im Januar 1857 den Stern zum Roten Adlerorden II. Klasse mit Eichenlaub und wurde am 6. August 1857 mit Pension zur Disposition gestellt. Er starb am 30. Juni 1865 in Liegnitz.

### Familie
Bequignolles heiratete am 2. Juli 1824 in Liegnitz Hulda von Boyen (1805–1840), eine Tochter des Oberförsters Hermann von Boyen. Das Paar hatte mehrere Kinder:
- Hermann Ferdinand Eduard Johannes (1825–1867), Intendant des Schauspielhauses in Wiesbaden ⚭ 1857 Sophie Heindl
- Hulda Julia Mathilde (*/† 1828)
- Anna Marie Wilhelmine Raphaela (1831–1896) ⚭ 1858 Otto Karl Friedrich Julius Schönermark (1819–1899), Professor
- Olga Charlotte Ferdinande (* 1833) ⚭ 1871 Rudolf Hasert (1826–1877), Pianist, Pastor in Gristow bei Greifswald[3]
- Hedwig Ernestine Leopoldine (1835–1901) ⚭ 1860 Gustav Deutschmann († 1885), Pastor in Bienowitz bei Liegnitz
- Hulda (* 1840) ⚭ Johannes Adolf Karl Paul Deegener († 1898), Pfarrer in Saal in Pommern, Eltern von Paul Deegener